# Panamericana

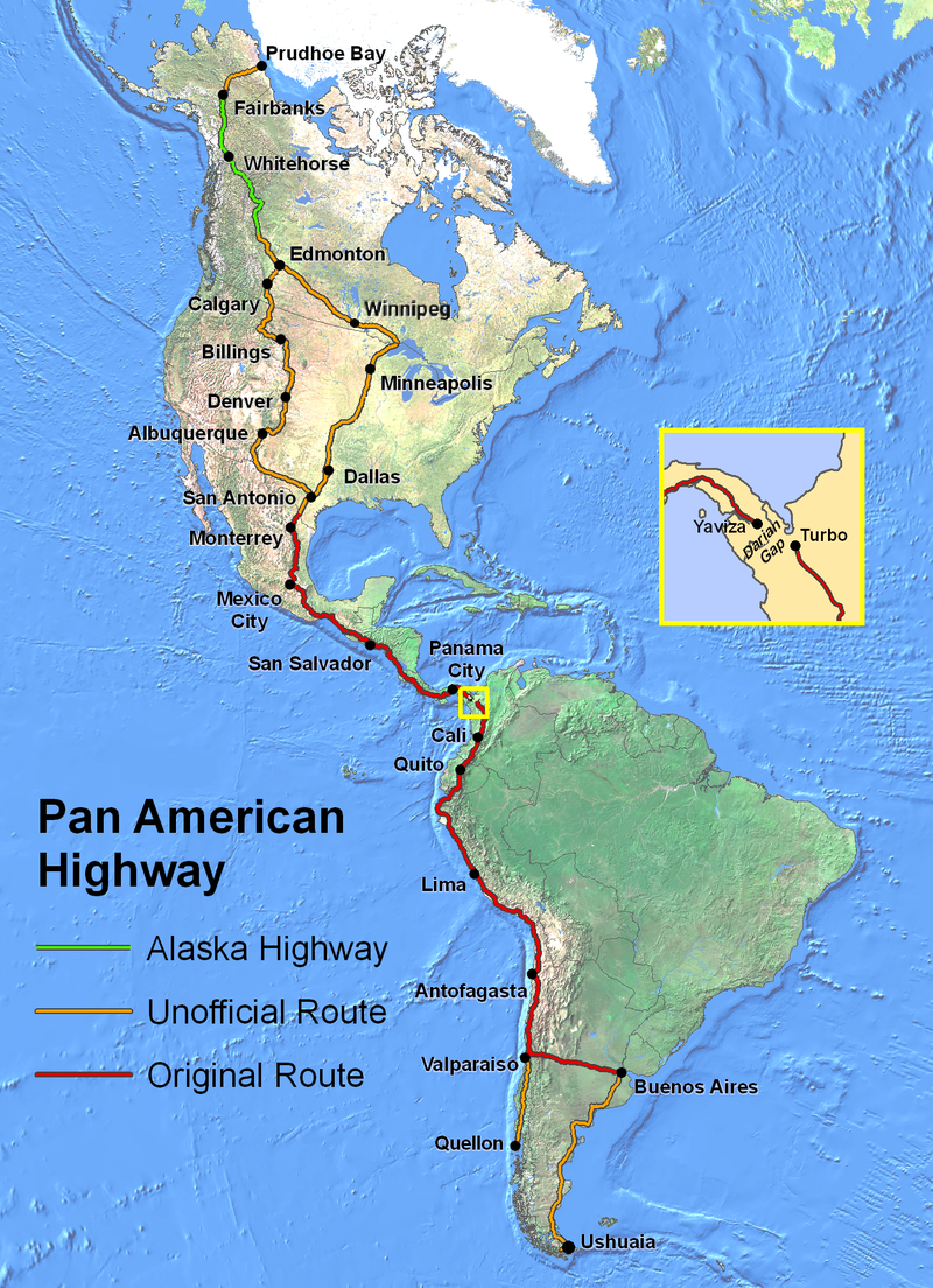
Panamericana

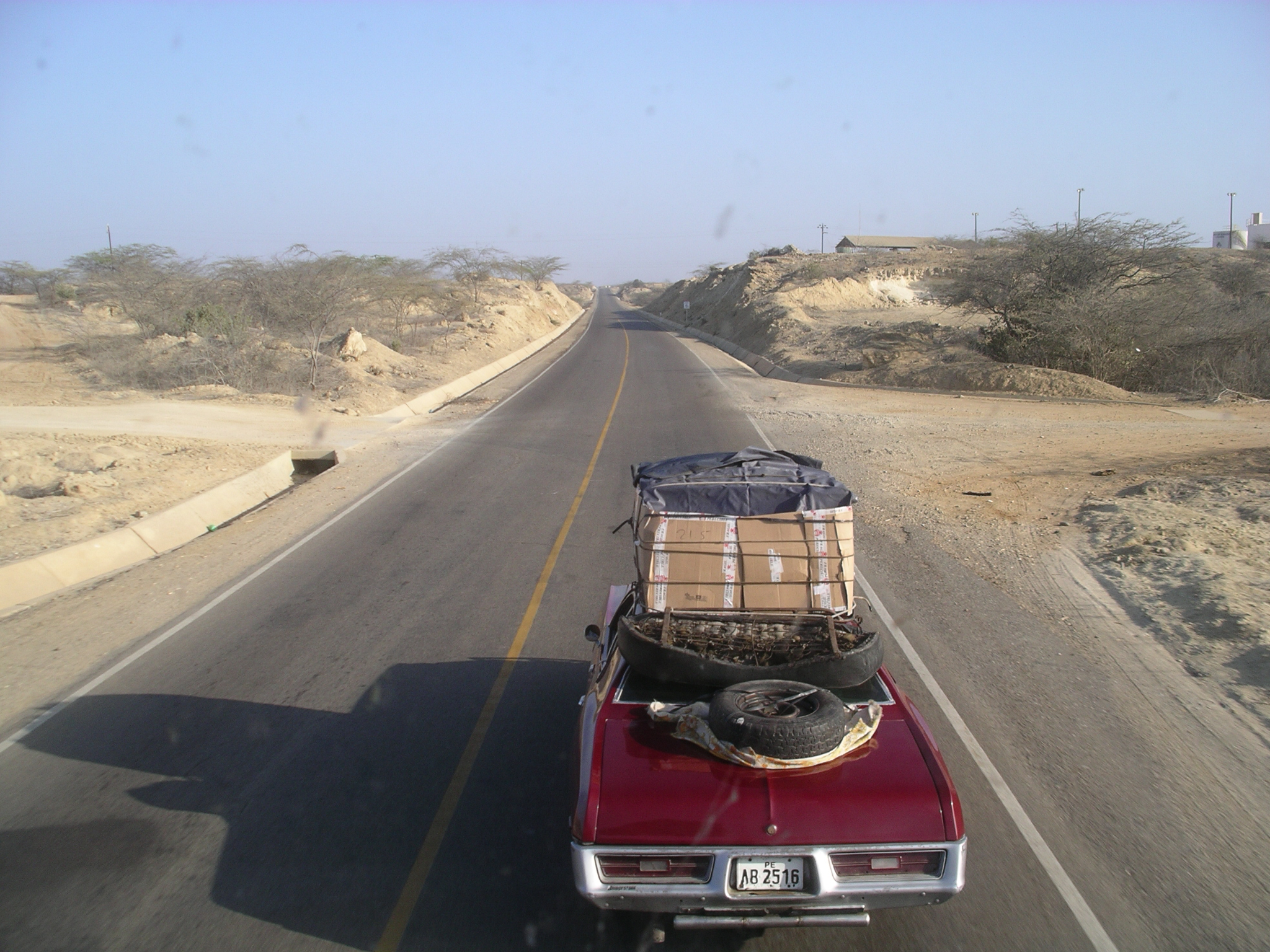
Panamericana între Sullana-Talara (Peru)

Panamericana (engleză Pan-American Highway , spaniolă Carretera Panamericana) este o rețea de șosele cu un trafic intens de circulație, care traversează continentul american cu mici întreruperi legând Alaska de Țara de Foc. Rețeaua se întinde pe o lungime de ca. 48.000 km, distanța dintre punctele cele mai depărtate din nord și sud fiind de 25.750 km. Panamericana este cea mai lungă cale rutieră. La Congresul al cincilea al statelor americane din anul 1923 a apărut idea construirii unei magistrale transamericane, hotărârea a fost acceptată și semnată în Buenos Aires la data de 23 decembrie 1936 . În prezent (2009) Panamericana este circulabilă, cu excepția unei distanțe de 90 de km care se întinde între Canalul Panama și nord-vestul Columbiei.
O ramificație importantă trece și prin Bolivia, Brazilia, Paraguay, Uruguay și Venezuela.